# 須賀隆
須賀 隆（すが たかし、1953年 - ）は、日本の映画カメラマン（自身では「シネマトグラファー」と名乗る）、映画評論家である。

## 著書

### 共著
- 映画で見る20世紀 : 1900-2001 『1900年』から『2001年宇宙の旅』まで ビデオで楽しむ現代史 筈見有弘 小林弘利、 須賀隆 著 朝日ソノラマ 1995
- ニッポン映画戦後50年〈1945〜1995〉―映画と風俗でたどる昭和〜平成の時代 森卓也、 沢田竜夫、 鶴田浩司、 佐藤利明 須賀隆 (著) 朝日ソノラマ 1995
- ビデオde大発見! : 1991 a video odyssey 川崎直也、 須賀隆 著 実業之日本社 1990

## 映画
- 地球防衛未亡人 (2014)撮影
- それいけ！電エース (2012)<TV> 撮影
- 地球防衛ガールズ P9 (2011)撮影
- ギララの逆襲 洞爺湖サミット危機一発 (2008)撮影
- ヅラ刑事 頭上最大の決戦 (2007)<TVM> 撮影監督
- 日本以外全部沈没 (2006)撮影
- ヅラ刑事（ヅラデカ） (2005)撮影
- 「超」怖い話A（アー） 闇の鴉 (2004)撮影監督
- 恋身女子校生パティ (2000)<OV> 撮影
- スチュワーデス物語 淫らな肉体返済 (1999)<OV> 撮影
- 学園怪談 (1997)<OV> 撮影
- 美乳大作戦 メスパイ (1997)<OV> 撮影
- 飛び出せ！全裸学園 (1995)<OV> 撮影
- 全裸女社長漫遊紀 (1995)<OV> 撮影
- はじまりの冒険者たち レジェンド・オブ・クリスタニア (1995) Anime 実写版撮影
- ドライビング・ハイ！ (1993)撮影
- 爆 BAKU! (1992)撮影
- 女狐怪奇伝説 妖女メロン (1987)<OV> 撮影